# Peacock
Peacock [píkok, angl. páv] je píseň americké popové zpěvačky a skladatelky Katy Perry. Píseň pochází z jejího třetího studiového alba Teenage Dream. Bude vydána jako čtvrtý singl z alba. Píseň napsali Katy Perry, Stargate a Ester Dean, a produkovali producenti Stargate a Ester Dean.

## Hitparáda
| Země   | Umístění |
| ------ | -------- |
| Kanada | 56       |
| Česko  | 59       |